# Amaurobius cerberus
Espèce
Amaurobius cerberus est une espèce d'araignées aranéomorphes de la famille des Amaurobiidae.

## Distribution
Cette espèce est endémique d'Andalousie en Espagne,. Elle se rencontre vers Ronda et Benaoján.

## Description
Le mâle mesure 11 mm.

## Publication originale
- Fage, 1931 : Araneae, 5e série, précédée d'un essai sur l'évolution souterraine et son déterminisme. Biospeologica, LV. Archives de Zoologie Expérimentale et Générale, vol. 71, p. 91-291.